# 平安镇 (彭水县)
平安镇，是中华人民共和国重庆市彭水苗族土家族自治县下辖的一个乡镇级行政单位。

## 行政区划
平安镇下辖以下地区：
平安村、鹿平村、楼房村、大竹村、长坪村和杨坪村。